# Salvia chamelaeagnea
Salvia chamelaeagnea es una planta perenne de la familia de las lamiáceas. Es originaria del oeste de la costa del Cabo de Buena Esperanza en Sudáfrica, donde crece en suelos arenosos en lechos de arroyos, campos abiertos y bordes de carreteras. 

## Descripción
Puede alcanzar un tamaño de hasta 120 cm de alto y 60 de ancho, con flores de color azul-violeta con un labio inferior y la garganta blanca. Las hojas son pequeñas, en forma de huevo, y de color verde, liberando un olor medicinal leve cuando se roza.

## Taxonomía
Salvia chamelaeagnea fue descrita por George Bentham y publicado en Descriptiones Plantarum ex Capite Bonae Spei, ... 3. 1767.
Etimología
Ver: Salvia
Sinonimia
- Salvia chamelaeagnus Burm.f.
- Salvia paniculata L.[3][4]